# Nazionali nord e centroamericane di calcio
Le nazionali di calcio nord e centroamericane sono le rappresentative calcistiche dei paesi caraibici, dell'America Centrale e dell'America Settentrionale, tutte quante poste sotto l'egida della confederazione CONCACAF.
A questi si aggiungono la Guyana e il Suriname, le quali fanno geograficamente parte in realtà dell'America Meridionale.
In realtà, le squadre di un certo calibro sono assai poche, prime fra tutti Messico e Stati Uniti, essendo molti stati colonie, ex-colonie o piccole isole che poco possono offrire in termini di potenziali calcistici. Oltretutto la situazione delle federazioni di cui le nazionali fanno parte è abbastanza complessa.
Le nazionali disputano la CONCACAF Gold Cup e, a seconda dei loro tesseramenti, le qualificazioni ai mondiali.

## Membri FIFA
Sono le squadre iscritte sia alla CONCACAF che alla FIFA, partecipano a ogni tipo di competizione e alle qualificazioni ai mondiali.

### NAFU
- Canada
- Messico
- Stati Uniti

### UNCAF
- Belize
- Costa Rica
- El Salvador
- Guatemala
- Honduras
- Nicaragua
- Panama

### CFU
- Anguilla
- Antigua e Barbuda
- Aruba
- Bahamas
- Barbados
- Bermuda
- Cuba
- Curaçao
- Dominica
- Giamaica
- Grenada
- Guyana
- Haiti
- Isole Cayman
- Isole Vergini Americane
- Isole Vergini Britanniche
- Montserrat
- Porto Rico
- Rep. Dominicana
- Saint Kitts e Nevis
- Saint Vincent e Grenadine
- Saint Lucia
- Suriname
- Trinidad e Tobago
- Turks e Caicos

## Membri non FIFA
Sono le nazionali sotto l'egida di federazioni non iscritte alla FIFA, ma solo alla CONCACAF. Queste squadre, tutte dipendenze europee, giocano soltanto le partite relative alla CONCACAF Gold Cup e alle competizioni continentali, ma non possono qualificarsi ai mondiali di calcio. La Guyana francese rappresenta un territorio situato interamente nel continente sudamericano.
- Bonaire
- Guadalupa
- Guyana francese
- Martinica
- Saint-Martin
- Sint Maarten

## Scomparse
- Antille Olandesi